# Село Лозова
79 кіломе́тр — пасажирський залізничний зупинний пункт Куп'янської дирекції Південної залізниці.

## Історія
Розташований у селі Лозова, Вовчанський район, Харківської області на лінії Оливине — Огірцеве між станціями Приколотне (4 км) та Білий Колодязь (15 км).
Станом на травень 2019 року щодоби п'ять пар приміських дизель-поїздів здійснюють перевезення за маршрутом Вовчанськ — Куп'янськ-Вузловий.